# Propane Nightmares
«Propane Nightmares» (с англ. — «Пропановые кошмары») — второй сингл австралийской драм-н-бейс-группы Pendulum со второго альбома In Silico. Песня содержит отрывки из композиции «Million Miles from Home» немецкой группы Dune игравшей в стиле happy hardcore.
Песня была эксклюзивом для цифровой загрузки с 12 апреля 2008 года в Австралии и Новой Зеландии, где группа Pendulum была в концертном туре. Позже песня стала доступна во всём мире 21 апреля, и в физическом формате — 28 апреля. Песня достигла 16-го места в UK Singles Chart 27 апреля, а 4 мая — 9-го. Также песня стала официальной темой WWE Cyber Sunday 2008.

## Реакция критиков
«Propane Nightmares» получил смешанные обзоры от музыкальных критиков, на что повлияла кардинальная смена стиля по сравнению со старыми треками группы.

## Видео
Видеоклип был посвящён таинственному религиозному культу, похожему на секту Врата рая, описывая массовое отравление сектантов, выпивших розданный им сок.

## Чарты
«Propane Nightmares» попала UK Singles Chart 27 апреля 2008 года на 16-е место на основе цифровых загрузок. После выхода в физическом формате она поднялась до 9-го места 4 мая, став первым синглом группы в UK Top 10. Также сингл попал в Billboard European Hot 100, став 32-м и оставаясь в нём 10 недель. «Propane Nightmares» также стал первым синглом группы в США, попав на 38 место в Billboard Hot Modern Rock Tracks в декабре 2008 года.
| Чарт (2008)                      | Высшая позиция |
| -------------------------------- | -------------- |
| UK Singles Chart                 | 9              |
| Billboard European Hot 100       | 32             |
| Billboard Hot Modern Rock Tracks | 38             |

## Форматы и списки композиций
| 12" vinyl single (WEA445T; выпущен 28 апреля 2008 года) A. «Propane Nightmares» — 5:13 B. «Propane Nightmares» (V.I.P. remix) — 5:22 CD single (WEA445CD; выпущен 28 апреля 2008 года) 1. «Propane Nightmares» (radio edit) — 4:19 2. «Propane Nightmares» (original version) — 5:13 | Digital EP (iTunes Store, 7digital; выпущен 18 апреля 2008 года) 1. «Propane Nightmares» — 5:13 2. «Propane Nightmares» (V.I.P. remix) — 5:22 3. «Propane Nightmares» (VST remix) — 4:48 Promo CD single 1. «Propane Nightmares» (Celldweller remix) — 5:36 2. «Propane Nightmares» (VST remix) — 4:48 |

## Участники записи
Pendulum
- Роб Свайр — продюсер, композитор, вокал, синтезатор, сведение
- Перри Гвинедд — гитара
- Пол Кодиш — ударные
- Гарет Макгриллен — бас-гитара, бэк-вокал

Другие
- Энди Вуд — тромбон
- Энди Гринвуд — труба
- Крэйг Уайлд — труба
- Саймон Эскью — сведение
- Джон Дэвис — мастеринг